# 費爾馬 (法斯蒂夫區)
50°13′17″N 29°54′43″E / 50.22139°N 29.91194°E

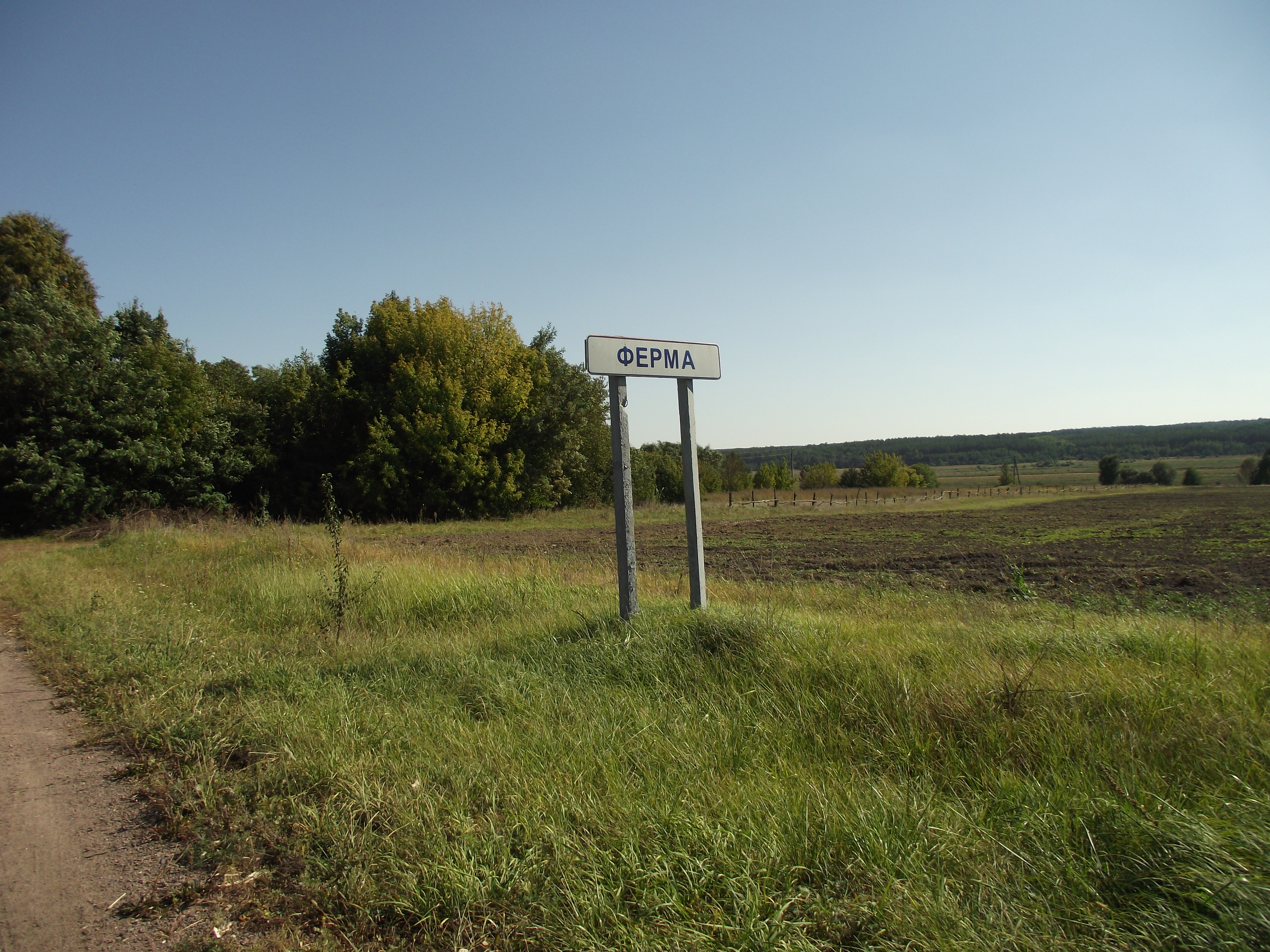
村庄人口标牌

費爾馬（烏克蘭語：Ферма）是位於烏克蘭北部的村莊，由基辅州法斯蒂夫區的贝希夫市镇負責管轄。該村始建於1890年，面積0.18平方公里，海拔高度148米，2001年人口9，人口密度每平方公里105.6人。